# Тейлор, Алма
Алма Тейлор (англ. Alma Taylor; 3 января 1895—23 января 1974) — британская актриса.

## Биография
Родилась в Лондоне. Своё первое появление на экране совершила будучи ребёнком-актёром в фильме 1907 года Голос его дочери. Исполнила 150 ролей в кино и появилась в ряде высокобюджетных фильмов, включая Тень Египта, съёмки которого проходили в Египте в 1924 году. Тейлор была одной из главных британских звёзд 1910-х и начала 1920-х годов. В 1915 году была признана самым популярным британским исполнителем читателями журнала Pictures and the Picturegoers, оотеснив тем самым Чарли Чаплина на второе место в рейтинге.
После 1932 года она изредка появлялась в кино, снявшись в таких фильмах 1950-х годов как, Lilacs in the Spring, Blue Murder at St Trinian's и Незабываемая ночь. Скончалась в Лондоне в возрасте 79 лет.

## Избранная фильмография
- Оливер Твист (1912) — Нэнси
- Adrift on Life’s Tide (1913)
- Дэвид Коперфильд (1913)
- The Cloister and the Hearth (1913)
- Справедливость (1914)
- The Heart of Midlothian (1914)
- The Old Curiosity Shop (1914)
- The Baby on the Barge[англ.] (1915)
- The Golden Pavement[англ.] (1915)
- Человек, отстоявший свой дом[англ.] (1915)
- Сладкая лаванда (1915)
- Бутылка (1915)
- Молли Баун (1916)
- Trelawny of the Wells (1916)
- Sowing the Wind (1916)
- The Grand Babylon Hotel (1916)
- Энни Лори (1916)
- Американская наследница[англ.] (1917)
- Nearer My God to Thee (1917)
- Boundary House[англ.] (1918)
- The Forest on the Hill[англ.] (1919)
- Прерванные войны[англ.] (1919)
- Sunken Rocks[англ.] (1919)
- Шиба (1919)
- The Nature of the Beast (1919)
- Alf’s Button (1920)
- Helen of Four Gates[англ.] (1920)
- The Narrow Valley[англ.] (1921)
- Tansy (1921)
- The Tinted Venus (1921)
- Доллары в Суррее[англ.] (1921)
- Comin' Thro the Rye (1923)
- Mist in the Valley[англ.] (1923)
- Strangling Threads[англ.] (1923)
- Тень Египта[англ.] (1924)
- Дом Марни[англ.] (1926)
- Два юных барабанщика[англ.] (1928)
- A South Sea Bubble[англ.] (1928)
- Ночь Террора[англ.] (1929)
- The Hound of the Baskervilles (1929)
- Things Are Looking Up (1935)
- Танцы каждый день (1936)
- Незабываемая ночь (1958)